# Vukovar, jedna priča
Vukovar, jedna priča (en alfabet ciríl·lic serbi: Вуковар, једна прича, comercialitzada en anglès com: Vukovar: A Story) és una pel·lícula de guerra sèrbia dirigida per Boro Drašković. Va ser llançat l'any 1994. També es coneix com Vukovar poste restente. La pel·lícula va ser seleccionada com a entrada sèrbia per la Millor pel·lícula en llengua estrangera als Premis Oscar de 1994, però no va ser acceptada com a nominada. L'eslògan de la pel·lícula era Res és més fort que l'amor, potser només la guerra!

## Trama
La pel·lícula té lloc l'any 1991 a Vukovar, la vigília de la dissolució de Iugoslàvia. És una història d'amor típica, entre una dona croata Ana (Mirjana Joković) i un serbi Toma (Boris Isaković), que es casen amb la benedicció d'ambdues famílies just abans de la batalla de Vukovar. La seva comunitat harmònica es trenca brutalment amb l'inici de la Guerra de la independència croata. No sols ells sinó tots els que els envolten, contra la seva voluntat, es veuen portats a la bogeria de la guerra que els separa de la família i els amics. Dividits, vivint l'infern, encara esperen que els horrors de la guerra s'aturin i que el seu nadó pugui començar de nou.

## Repartiment
- Mirjana Joković com a Ana
- Boris Isaković com a Toma
- Svetlana Bojković com a Vilma
- Predrag Ejdus com a Stjepan
- Mihailo Janketić com a Dusan
- Dušica Žegarac com a Vera
- Monika Romic com a Ratka
- Goran Drozdek com a Domagoj
- Nebojša Glogovac com a Fadil
- Mira Banjac com a Milka

## Producció
La pel·lícula es va rodar a finals de 1993 a Vukovar arruïnada per la guerra, a només deu quilòmetres de les línies del front. Les escenes de batalla es van filmar en silenci per no molestar ni espantar els pocs civils que quedaven a la ciutat.

## Recepció

### Croàcia
El desembre de 1995, la delegació croata va impedir que la pel·lícula es projectés en una conferència de les Nacions Unides, anomenant-la sèrbia "propaganda". Escrivint pel diari croat Jutarnji list, Jurica Pavičić li va fer una crítica mordaç, dient que la pel·lícula promou constantment una falsa equidistància entre el nacionalisme croat i el nacionalisme serbi a la guerra, que personalment va trobar especialment irritant després de la matança de Vukovar i en el moment àlgid del setge de Sarajevo. El 2009, el director del Festival de Cinema de Zagreb va voler incloure la pel·lícula a la seva sessió "Cinema i propaganda", però el productor de la pel·lícula va retractar el seu permís per mostrar-la.

### Internacional
En revisar la pel·lícula per a Variety, el crític Allen Young va comparar la parella serbi-croata amb la història de Romeu i Julieta i va escriure que la pel·lícula "representava una pèrdua de la seva brúixola moral de preciós país que és un assoliment aterridor i enlluernador".En la seva ressenya per The New York Times, Stephen Holden es va fer ressò de la comparació shakespeareriana tot assenyalant la representació "pertorbadora" de la guerra a la pel·lícula i destacant la seva premissa contra la guerra. Escrivint per a New York, Maureen Callahan va afirmar que, tot i que la pel·lícula "no és tan tècnicament realitzada ni amb un guió tan perfecte com, per exemple, La llista de Schindler, és igual d'important i encara més notable per la seva immediatesa pràcticament en temps real". L'historiador del cinema Andrew Horton escriu que el valor de la pel·lícula és "igualment poderós per no degenerar en una polèmica simplista de 'nosaltres contra ells' ", però en canvi deixant a l'audiència "una sensació preocupant de 'mireu què ens hem fet els usn als altres' ".

### Premis
Guanyador
- - Premi de Cinema Mediterrani per la Pau i la Tolerància al Festival de Cinema de Jerusalem (1995)[8]